# RPK軽機関銃
RPK（ロシア語：РПК エルペーカー；ручной пулемёт Калашникова ルチノーイ・プリミョート・カラーシニカヴァの略・「カラシニコフ軽機関銃」の意）は、RPD軽機関銃の後継分隊支援火器として、1959年にソビエト連邦軍が制式採用した軽機関銃である。
本稿では、その派生型についても記述する。

## 概要
第二次世界大戦後に発足したNATO（北大西洋条約機構）加盟諸国では、歩兵の装備する小火器を自動小銃と短機関銃、汎用機関銃で構成する道を選んだが、ソ連は、分隊にAKと分隊支援火器を配備し、中隊に汎用機関銃を置く道を選び、第一世代の分隊支援火器としてRPDを採用していた。
しかし、RPDの弾薬はAKと共通だが、部品の互換性がなかったため調達上の効率が阻害されていた他、給弾方式がベルトリンク式であるため、部隊ではAKの弾倉が使用できないことに不満が出ていた。そのため、並行して開発が進められていたアサルトライフルであるAKMと同じ設計思想の下、軽機関銃の開発も進められ、RPKが開発された。

## 構造
RPKの内部構造はAKMと概ね同一で、弾丸の初速を増大させて射程を延長するため銃身長が通常のAKMより長く、また、フルオート連射により銃身が加熱し反ることによる命中率の低下を防ぐためと、フルオート連射時の反動を抑えやすくするために肉厚の銃身を装備している。銃身はAKと同様に機関部のフロントトラニオンに固定されているためユーザーでは取り外せず、交換作業は専門の武器係でないとできない。銃本体のレシーバーはAKMと同様に鋼板のプレス加工によって製造されているが、鋼板の厚みはAKMの1 mmから1.5 mmに強化されている。他に、ハンドガードやフロントトラニオンが大型化されたことによりレシーバー前方左右に隆起がある、リコイルスプリングが3本の鋼線を捻ったものになっている、リアサイトに左右微調整機能が追加されているなど、AKMとは異なる部分がある。
また、銃口部下方にプレス加工による軽量の折りたたみ式二脚（バイポッド）を追加してある。これに伴い、銃床は伏射時に片手を添えて肩付保持するのに適した大型のものに変更された。初期製造品の二脚は起倒するだけだったが、中期からは首振り機構が追加され、後継のRPK74では二脚の可動域がさらに大きくなった。新たに40発箱型弾倉と75発ドラム型弾倉が開発されたが、AK/AKMと共通の30発箱型弾倉も使用可能である。
RPKはAKMをベースとしているが、AKとAKM両方の仕様が入り混じった構成である。多くの場合、合板製グリップ、リブなしレシーバーカバー、マズルナット、リコイルスプリングユニット等のパーツがAKと同仕様となっており、それ以外はAKMと同仕様の構成となっている。また、デッキロックは基本的にレシーバーカバー脱落防止用の段差がないAK仕様となっているが、稀に段差があるAKM仕様のものも存在している。マガジン装着部上部の窪みについては、1972年頃から製造されたRPKおよびRPK74以降のモデルでは施されていない。

## バリエーション

### RPK

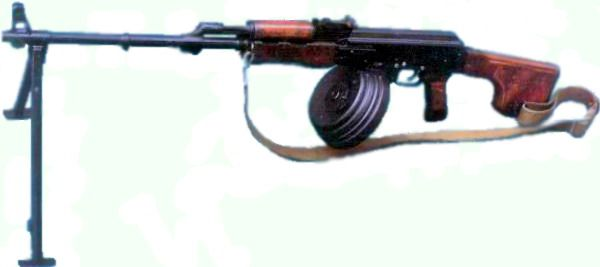
75発ドラム型弾倉を装着したRPK

RPK（ロシア語: 7,62-мм ручной пулемёт Калашникова РПК、「7.62mmカラシニコフ軽機関銃 RPK」の意）(GRAU：6P2)は基本型で、1959年4月8日、ソビエト連邦閣僚会議の布告により、AKMと共にソビエト連邦軍に制式採用され、製造開始された軽機関銃である。
使用する弾倉は、AKMの30発箱型弾倉、40発箱型弾倉、75発ドラム型弾倉などがある。しばしば「100連ドラム型弾倉は存在しない」とされるが、ノリンコによって製造されたものが存在する。AKMと部品の交換性を達成してAKの弾倉が使用できなかった問題をクリアした他、取扱法も統一されたため兵員の訓練にかかる手間も大きく減少した。その後、ソビエト連邦軍のみならず、多くの東側諸国に輸出され、第三世界にも広がるなど世界中で使用された。

### RPKN
RPKN(GRAU：6P2N)は、RPKに暗視装置を装着するためのレールと、NSP−2暗視装置を取り付けた夜間戦闘仕様。なお、"N"や"L"の略号は、RPK等に上記の暗視装置が装着されている場合にのみ追加されるもので、暗視装置が装着されておらずレールのみの場合には、"N"や"L"の略号は追加されず通常のRPK等と同じ呼称となる。この命名規則は、7.62mmのAK、AKM、RPK全ての夜間戦闘仕様に共通する。

#### RPKL
RPKL(GRAU：6P2L)は、RPKにレールとNSP−3暗視装置またはNSP−3A暗視装置を取り付けた夜間戦闘仕様。

#### RPKN-1
RPKN-1(GRAU：6P2N-1)は、RPKにレールとNSPU暗視装置を取り付けた夜間戦闘仕様。後に、RPKにNSPU-3を取り付けた夜間戦闘仕様にも同様の呼称が与えられた。

#### RPKN2
RPKN2は、RPKにレールとNSPUM暗視装置を取り付けた夜間戦闘仕様。

### RPKS
RPKS（ロシア語: 7,62-мм ручной пулемёт Калашникова со складывающимся прикладом РПКС、「7.62mmカラシニコフ軽機関銃折り畳み式銃床付き RPKS」の意）(GRAU：6P8)は、空挺部隊向けに折り畳み式銃床を装備したRPK。1962年9月7日付「ソビエト連邦国防大臣命令第232号」により制式採用された。
ストックの形状は通常のRPKに似ているが、レシーバー後端左側のストック固定解除ボタンを操作することでストックの付け根左側を軸に左側面に折り畳むことができる。また、RPKではストック左下部にあったリアスイベルリングがストック右側の付け根付近に移されており、折り畳み時にはリアスイベルリングがフロントスイベルリングと同じ左側に反転し、スリングによる肩掛けがしやすい様になっている。

### RPKSN
RPKSN(GRAU：6P8N)は、RPKSに暗視装置を装着するためのレールと、NSP−2暗視装置を取り付けた夜間戦闘仕様。

#### RPKSL
RPKSL(GRAU：6P8L)は、RPKSにレールとNSP−3暗視装置またはNSP−3A暗視装置を取り付けた夜間戦闘仕様。

#### RPKSN-1
RPKSN-1(GRAU：6P8N-1)は、RPKSにレールとNSPU暗視装置を取り付けた夜間戦闘仕様。後に、RPKSにNSPU-3を取り付けた夜間戦闘仕様にも同様の呼称が与えられた。

#### RPKSN2
RPKSN2は、RPKSにレールとNSPUM暗視装置を取り付けた夜間戦闘仕様。

### RPK74

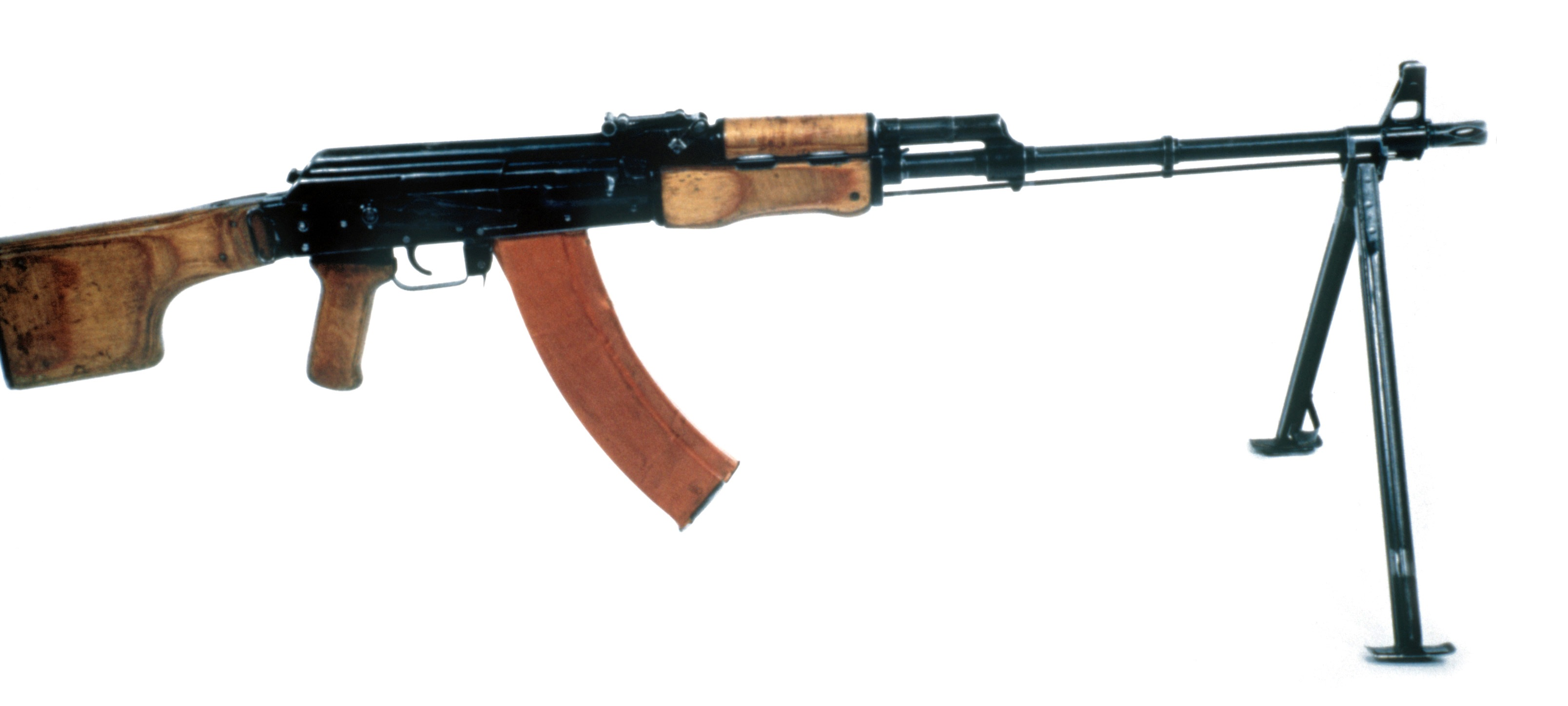
6L18弾倉を装着したRPKS74前期型

1970年代に小口径の5.45x39mm弾を使用するAK74が制式採用されると、AK74と同一の弾丸を使用するRPK74（ロシア語: 5,45-мм ручной пулемёт Калашникова РПК74、「5.45mmカラシニコフ軽機関銃 RPK74」の意）(GRAU：6P18)が新たに登場した。RPKからは、銃口にフラッシュサプレッサーが装着されるなどの改良がなされている。弾倉は6L18と呼ばれるオレンジ色の45発箱型弾倉が用意され、1980年代中頃からは6L26と呼ばれるリブの数を大幅に増やした焦茶色（プラム・カラー）の45発箱型弾倉も使用されるようになった。なお、旧来のようなドラム型弾倉は開発時にテストされたが、最終的には採用されなかった。また、AK74用の6L20および6L23と呼ばれる30発箱型弾倉も使用できる。ほかにも、6L31と呼ばれる弾倉内部でダブルカラムを二つ並べて、その頂点で二個のマガジンフォロアーが合流するという、非常に珍しい構造を持った60発複々列式箱型弾倉も存在する。
初期に生産されたものはAK74に準じて、樺合板製のストックとハンドガード、赤茶色のベークライト製グリップ（RPKS74は樺合板製）に、AG-4Sと呼ばれるオレンジ色のガラス繊維強化フェノール-ホルムアルデヒド樹脂製弾倉を採用していた。1970年代後半には、TsNIITOChMAShと協力してPA6S-32Sと呼ばれるガラス繊維強化ポリアミド樹脂を用いた弾倉の主要部品や、銃剣のグリップ・鞘、自動小銃の銃床・ハンドガード・フォアエンドおよびAKS74用グリップを研究開発しており、まずは30発弾倉とグリップ（6P4.Sb9。RPK74、RPKS74に使用）から採用された。1980年代中頃から生産された後期型は、ストックやハンドガード、グリップ、弾倉が、焦茶色（プラム・カラー）に染色されたPA6-211-DSと呼ばれるガラス繊維強化ポリアミド樹脂製のものへと順次変更され、ハンドガードの形状もリブの数を大幅に増やした新型となった。
また、RPK74はBMD-3歩兵戦闘車に、自衛用火器として1挺搭載されている。

### RPK74N
RPK74N(GRAU：6P18N)は、RPK74のレシーバー左側面に暗視装置装着用レール（ドブテイルマウント）を備え、NSPU暗視装置を取り付けた仕様。暗視装置装着用レールのみを備えた状態はRPK74N1(GRAU：6P18N1)、NSPUM暗視装置を取り付けた状態はRPK74N2(GRAU：6P18N2)、NSPU-3暗視装置を取り付けた状態はRPK74N3(GRAU：6P18N3)と呼ばれる。なお、1991年発行のNSPU-3のマニュアルでは、NSPU-3を取り付けたモデルをRPK74Nと記載していたが、2001年発行の5.45mmカラシニコフ銃のマニュアルではRPK74N3へと変更されている。

### RPKS74
RPKS74（ロシア語: 5,45-мм ручной пулемёт Калашникова со складывающимся прикладом РПКС74、「5.45mmカラシニコフ軽機関銃折り畳み式銃床付き RPKS74」の意）(GRAU：6P19)は、空挺部隊向けに折り畳み式銃床を装備したRPK74。

### RPKS74N
RPKS74N(GRAU：6P19N)は、RPKS74のレシーバー左側面に暗視装置装着用レール（ドブテイルマウント）を備え、NSPU暗視装置を取り付けた仕様。暗視装置装着用レールのみを備えた状態はRPKS74N1(GRAU：6P18N1)、NSPUM暗視装置を取り付けた状態はRPKS74N2(GRAU：6P19N2)、NSPU-3暗視装置を取り付けた状態はRPKS74N3(GRAU：6P19N3)と呼ばれる。なお、1991年発行のNSPU-3のマニュアルでは、NSPU-3を取り付けたモデルをRPKS74Nと記載していたが、2001年発行の5.45mmカラシニコフ銃のマニュアルではRPKS74N3へと変更されている。

### RPK74M

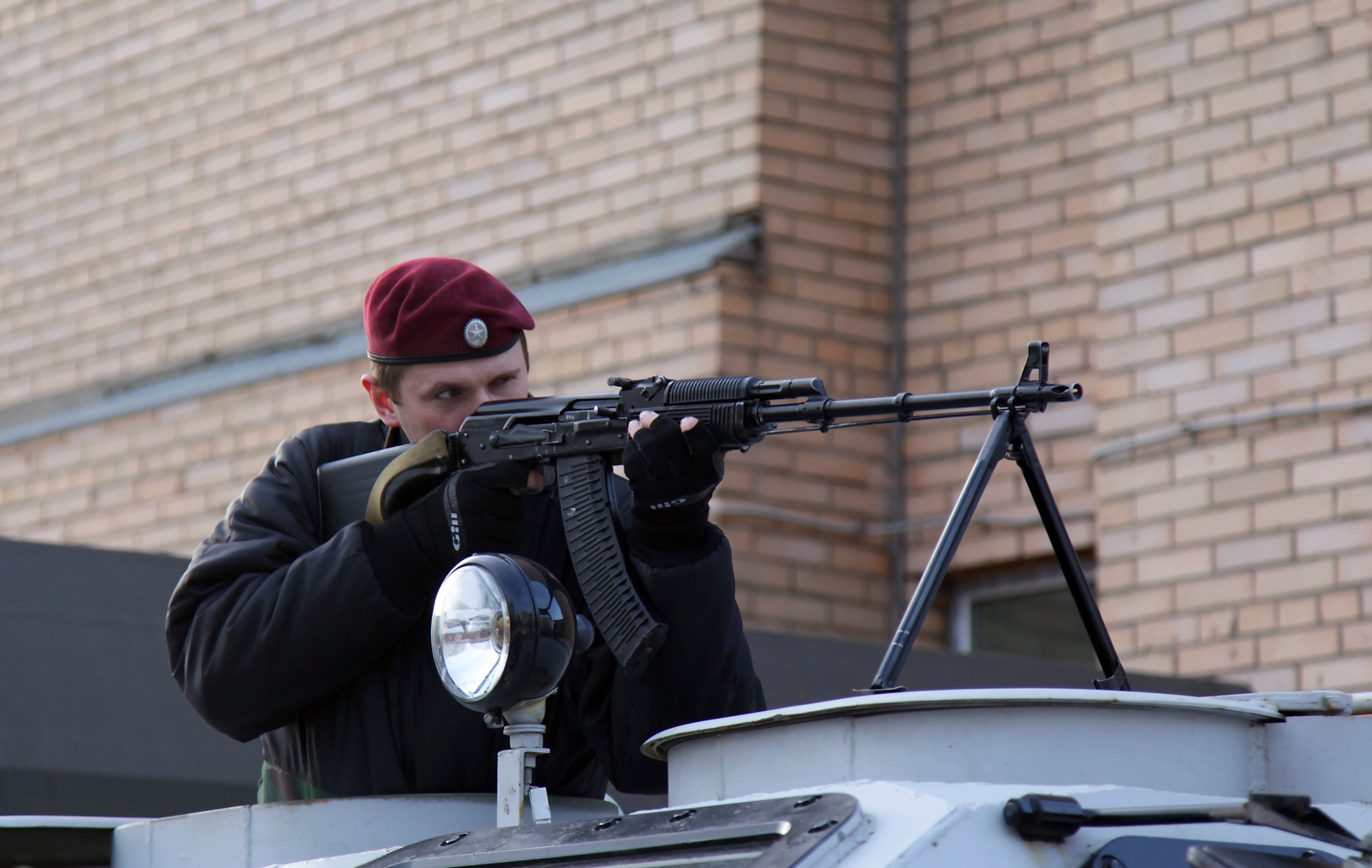
BMD-3の車上でRPK74Mを構える、ロシア連邦刑執行庁特殊部隊『サトゥルン』の隊員

RPK74M（ロシア語: 5,45-мм ручной пулемёт Калашникова с пластмассовым складывающимся прикладом и универсальной планкой для дневных, ночных прицелов РПК74М、「5.45mmカラシニコフ軽機関銃樹脂製折り畳み式銃床および昼間・夜間照準器用汎用レール付き RPK74M」の意）(GARU：6P39)は、RPK74の改良型であり、AK74Mの分隊支援火器仕様である。折り畳み式ストックおよび暗視装置・光学照準器取り付け用レールが標準装備となった。形状はRPKS74N1後期型とほぼ同じであるが、ガラス繊維強化ポリアミド樹脂製部品の染料が焦茶色（プラム・カラー）から黒色になった他、銃身命数の増加（7N10弾を使用した場合20,000発）、レシーバーおよびレシーバーカバーの強化、レシーバーカバー脱落防止のためデッキロックの形状変更等といった改良が施されている。
また、RPK74MはBMD-3およびBMD-4歩兵戦闘車に、自衛用火器として1挺搭載されている。

### RPK100シリーズ
RPK100シリーズは、AK74MおよびAK100シリーズに対応した分隊支援火器仕様である。 5.56x45mm弾を使用するRPK101、5.45x39mm弾を使用するRPK102、7.62x39mm弾を使用するRPK103の3種が試作されていた。形状はRPK74Mおよび後のRPK200シリーズとほぼ同じであるがストックの形状が異なり、ストックの折り畳み・展開方法もRPK74MではなくAK74Mの機構に準じたものとなっている。
1990年代後半、イズマッシュ社はRPK101、RPK102、RPK103を開発中であった。1998年9月30日、技術部長はRPK101用の6L29タイプマガジンと6P34（AK74M）タイプストックの射出成形金型を開発し、1999年5月までに試作マガジンを生産し組み立てるよう命じたが、その後の開発状況は不明である。

### RPK201
RPK201(GRAU：6P55)は、RPK74Mの使用弾薬を5.56x45mm弾に変更したモデルであり、AK101に対応した分隊支援火器仕様である。 

### RPK203
RPK203(GRAU：6P8M)は、RPK74Mの使用弾薬を7.62x39mm弾に変更したモデルであり、AK103に対応した分隊支援火器仕様である。RPK74Mと変わらない仕様のものと、より人間工学に適応した形状のグリップとダストカバーにピカティニー・レールを備えた改良型モデルが存在する。

### RPK-16

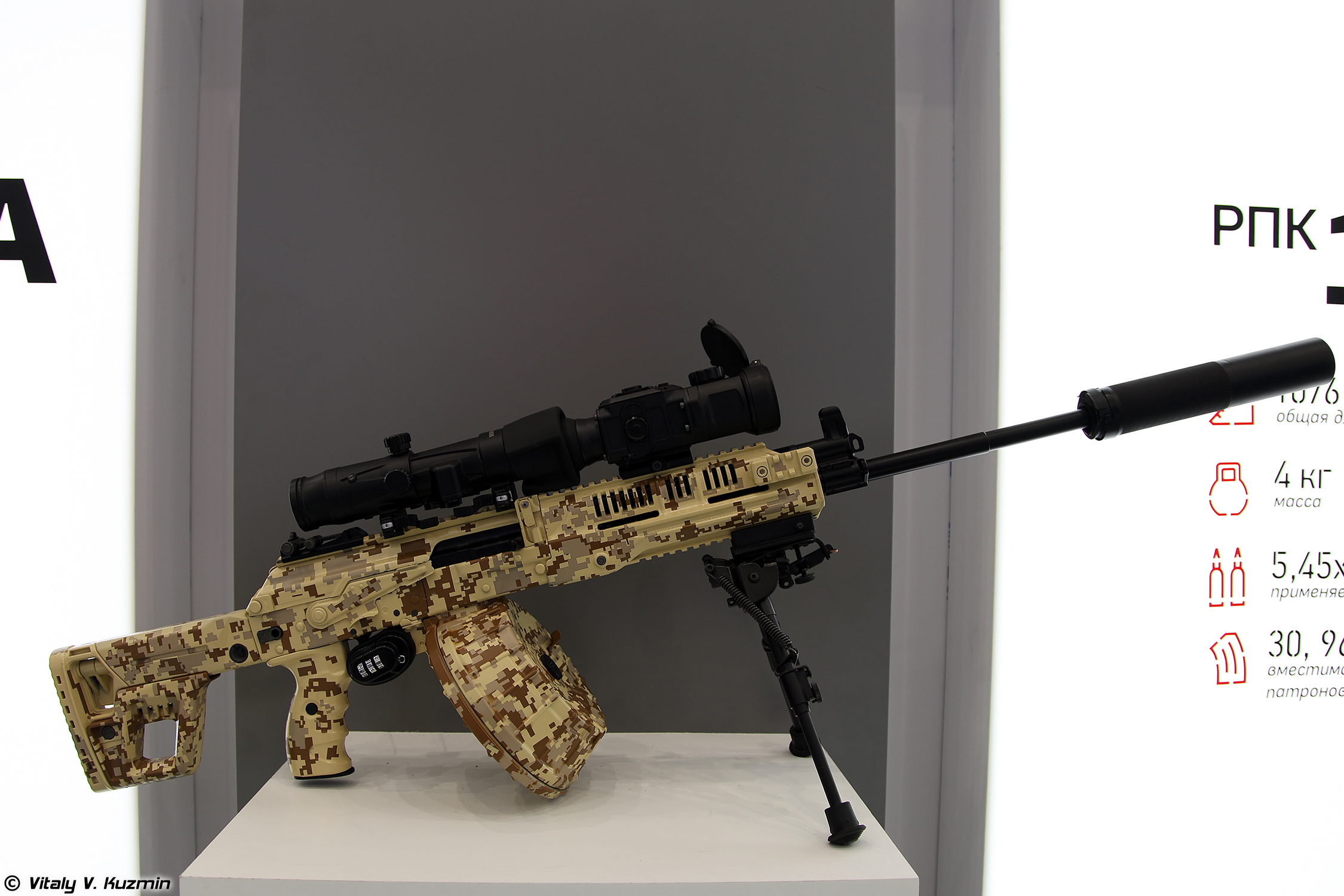
96連ドラムマガジンとサプレッサーを備えたRPK-16。

RPK-16は、RPK74Mをさらに近代化したもの。 ロシア軍におけるRPK74の役割を引き継ぐことが期待されている。これは、伝統的なカラシニコフのレイアウトとデザインに基づいており、AK-12プログラムから派生した新しい技術と人間工学的機能を備えている。
RPK-16は5.45×39mm弾薬を使用し、RPK74の固定バイポッドの代わりにピカティニーレールに取り付けられた取り外し可能なバイポッドを装備する。
従来のカラシニコフガス式ロングストロークピストンシステム、取り外し可能なサプレッサー、レシーバーの上部にあるピカティニーレール、さまざまな光学機器/スコープを取り付けるためのピカティニーレール、ハンドガードの下部にあるバイポッドマウント、人間工学に基づいたピストルグリップ、折りたたみのバットストックを備える。銃身には2種類あり、550 mmのロングバレル（軽機関銃としてのパーツ構成の場合）および370 mmのショートバレル（アサルトライフルとしてのパーツ構成の場合）がある。これら銃身を簡単に交換できる設計となっている。
本体重量は4.5 kg、戦闘重量は6 kg、全長は1,076 mm、フルオート射撃時の連射レートは毎分700発、有効射程は800 mで、96連ドラムマガジンを標準使用する。AK74とRPK74のマガジンとも互換性がある。

### ヴェープリ

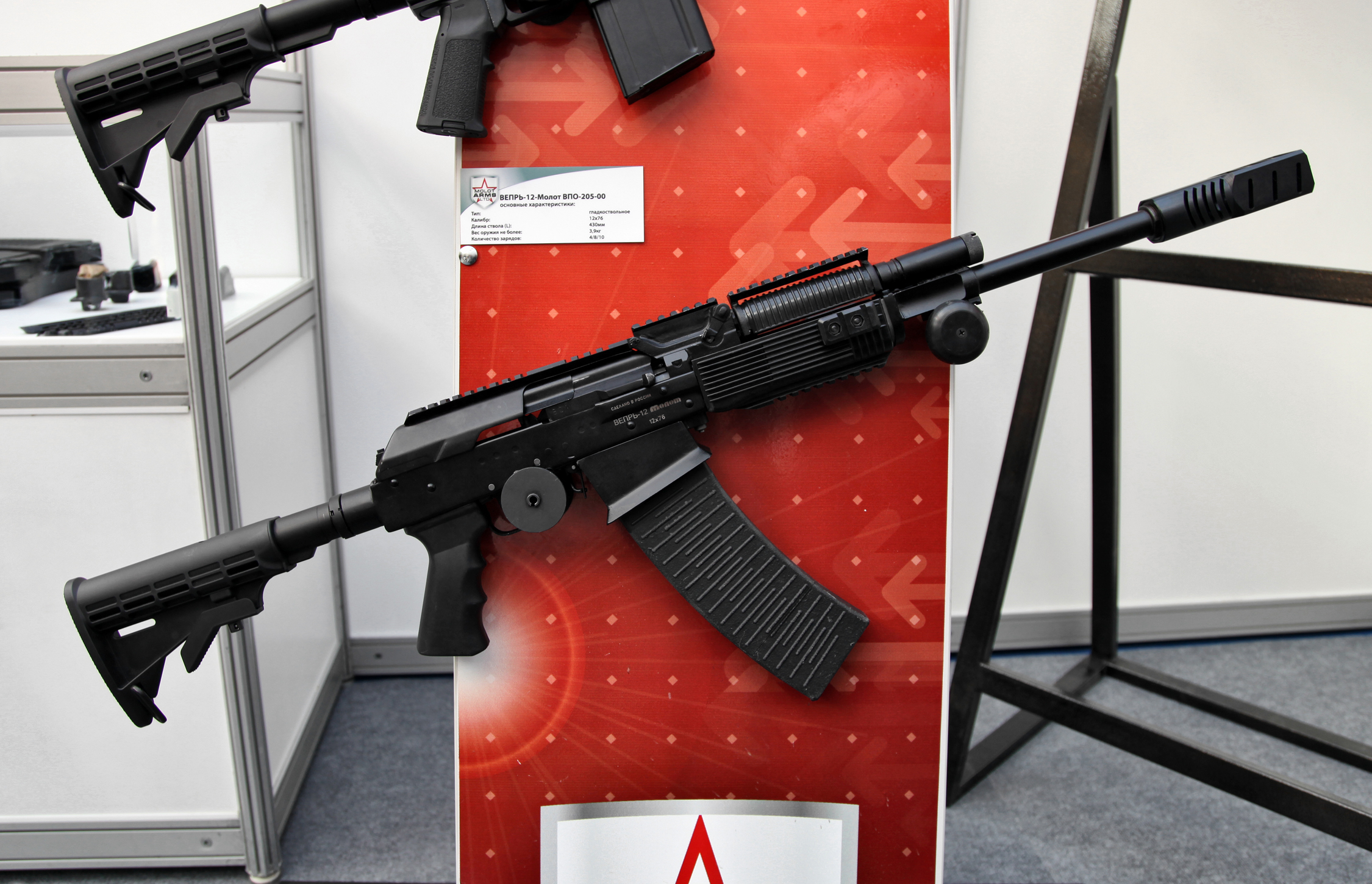
ヴェープリ-12-モロト VPO-205-00ショットガン

ヴェープリ（ロシア語: Вепрь、ロシア語ラテン翻字: Vepr、「イノシシ」の意）は、VPMZ「モロト」公開株式会社（現：モロト・アルージェ有限責任会社）が展開するブランドである。同社が製造を手掛けるRPK軽機関銃の機関部やパーツを流用した、民間向けのスポーツ・狩猟用セミオートマチック・ライフルおよびセミオートマチック・ショットガンが各種口径にてラインナップされている。2015年にはFIME Groupと提携し米国への商品展開を行なっていたが、2017年にモロト・アルージェ社が米国による制裁措置の対象となり、提携関係は解消された。

## 各国で生産されたRPK
以下、RPKやAKをベースにした軽機関銃。
| 国名                    | 名称 | 相当品、備考 |
| ----------------------- | --- | --- |
| 中国                    | 56式分隊支援火器S-7型（56S-7式） 81式班用軽機槍 | RPK 81式ベース |
| 東ドイツ                | lMG-K lMG-RPK74 lMG-RPKS74 ヴィーガー LMG K 500 (914) ヴィーガー LMG K 500 S (914) ヴィーガー LMG K 500 (924) ヴィーガー LMG 944 ヴィーガー LMG 954 ヴィーガー LMG 974 | ソ連製RPK。パーツの一部を東独製のものに交換 ソ連製RPK74 ソ連製RPKS74 MPi-KMの二脚装備・バレル延長モデル、輸出向け LMG K 500の側面折り畳み式銃床モデル、輸出向け MPi-AK-74Nの二脚装備・バレル延長モデル、固定・側面折畳式・RPK型の銃床がある。輸出向け LMG K 500の改良型、5.56x45mm弾仕様、輸出向け LMG 944の5.45x39mm弾仕様、輸出向け LMG 944の7.62x39mm弾仕様、計画のみ |
| ユーゴスラビア セルビア | M72 M72A M77B1（en） M82 M82A | RPK、ツァスタバ M70ベース RPK、M72ベース、ストックはAKMSタイプ RPK、7.62x51mm弾仕様 RPK、5.56x45mm弾仕様 RPK、5.56x45mm弾仕様、ストックはAKMSタイプ |
| ハンガリー              | RPK | RPK |
| ルーマニア              | PM md. 64 PM md. 89 M1993 PM md. 93 | RPK RPK74、弾倉が金属製になっている。 同上、輸出向け RPKS74、PA md.86ベース、弾倉が金属製になっている。旧東ドイツ製の側面折畳ストックを装備 前述の各型の中には、フロントサイト基部の右側面にキャリングハンドルが付いた個体が存在する。 |
| ブルガリア              | アーセナル RPK-7 アーセナル RPK-5 | RPK、AKベース 5.56x45mm弾仕様RPK、AKベース |
| イラク                  | アル・クズ | ツァスタバ製M72のライセンス生産 |
| フィンランド            | ヴァルメ M78 M78A2 | オリジナル、7.62x39mm弾仕様 オリジナル、7.62x51mm弾仕様、H&K G3の弾倉を使用 |
| アルバニア              | ASh-78-2 | RPK、ASh-78-1ベース |

## 画像

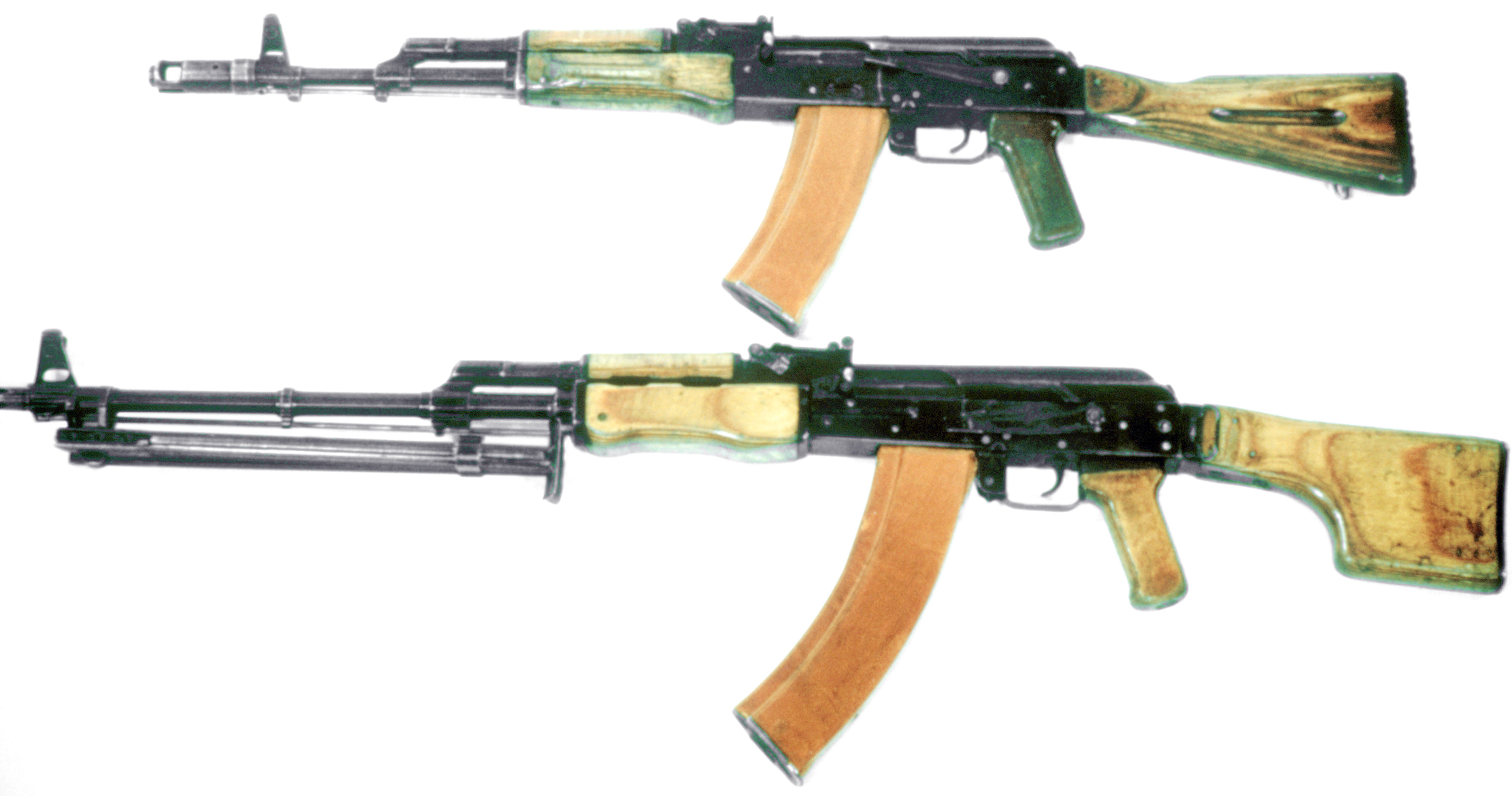
AK74（上）とRPK74（下）
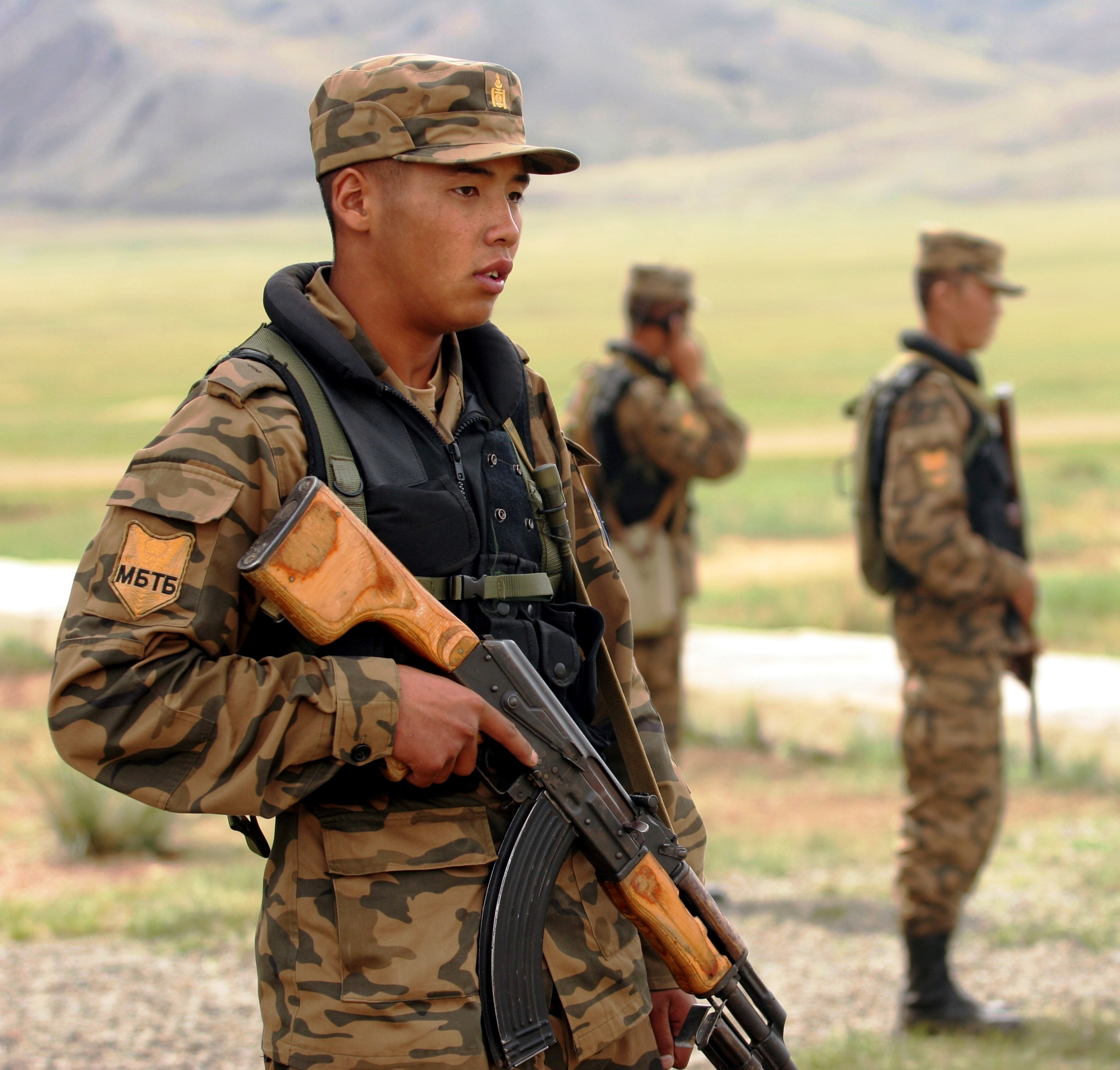
RPKを手にするモンゴル軍兵士
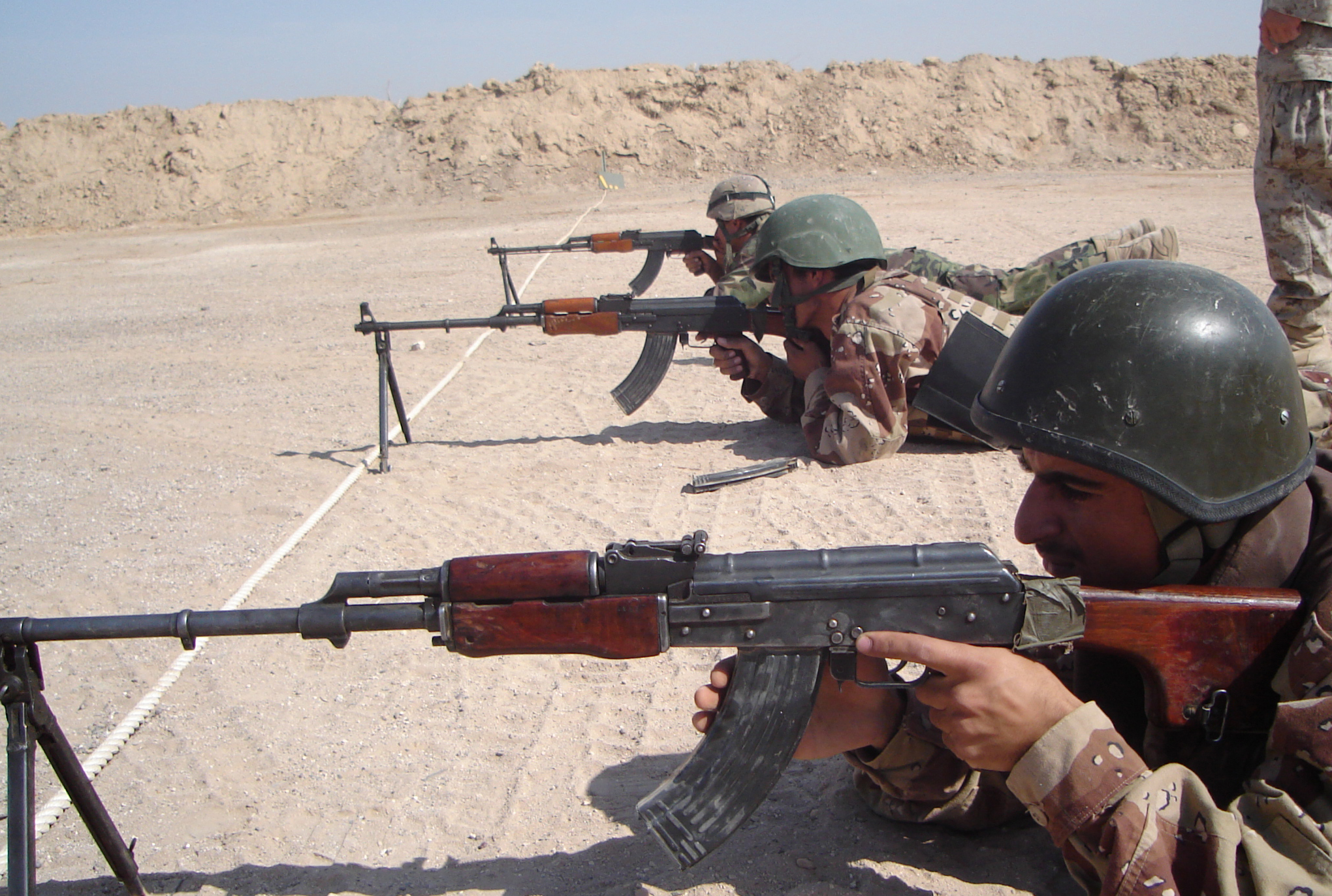
射撃訓練中のイラク軍兵士
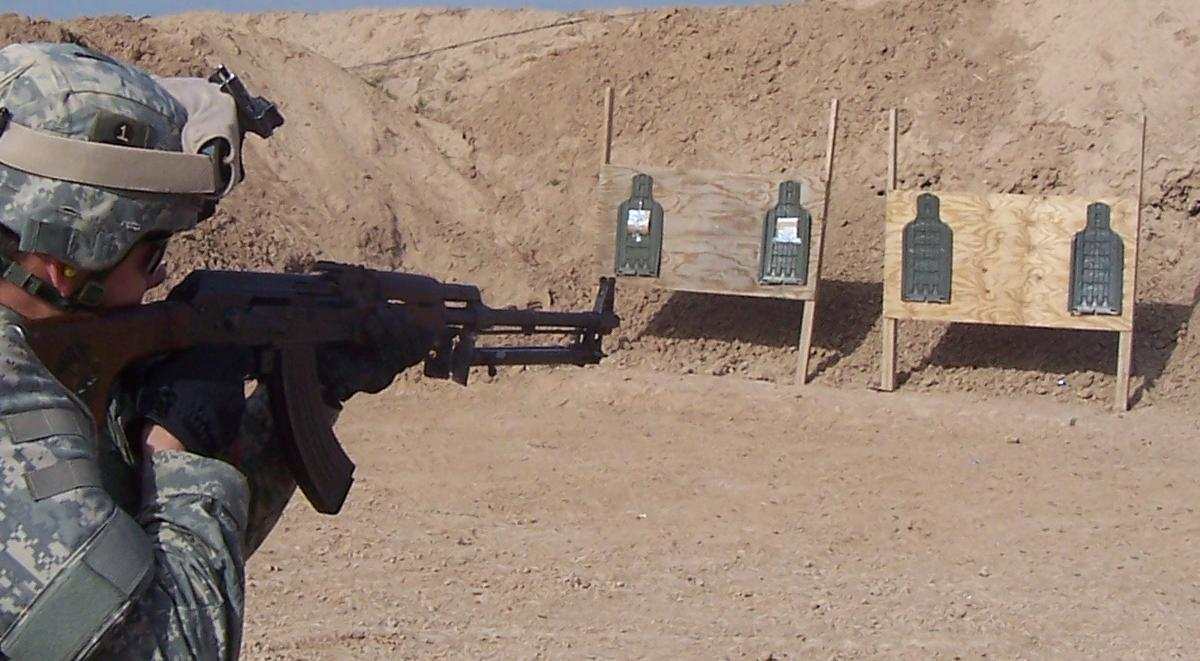
RPKを構えるアメリカ軍兵士
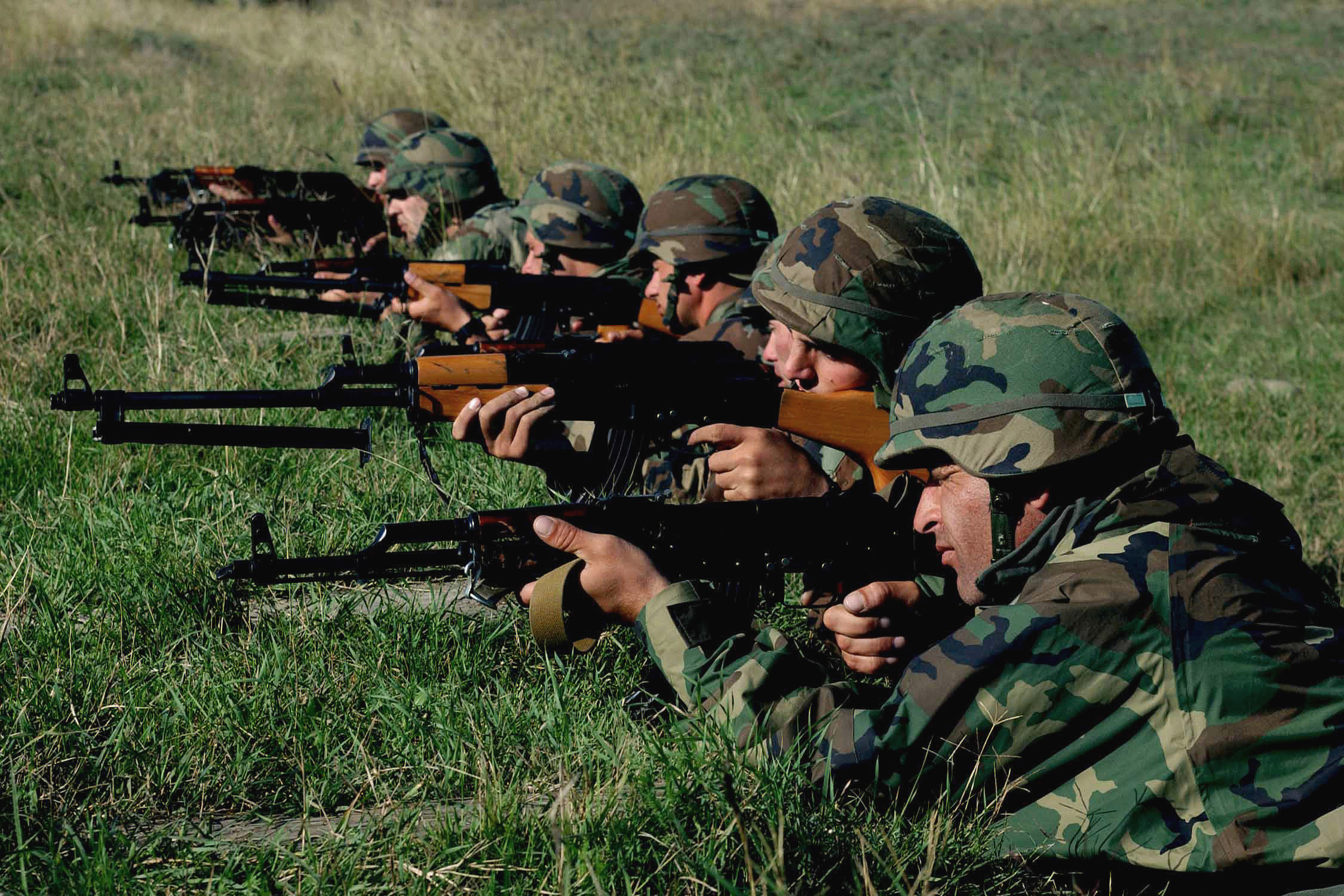
射撃訓練中のグルジア軍兵士。奥の兵士が構えている

## 運用国
- アフガニスタン
- イラク
- イラン
- ベトナム
- カンボジア
- アルバニア
- ブルガリア[注 6]
- カーボベルデ
- チャド
- コモロ
- ジブチ
- エチオピア
- モンゴル
- マリ
- ナイジェリア
- エジプト
- キューバ
- ニカラグア
- ハンガリー
- ポーランド
- ルーマニア
- ロシア
- 北朝鮮

## 登場作品

### 映画・ドラマ
『コマンドー』
主人公、ジョン・メイトリックス大佐が銃床をドラグノフ狙撃銃風に改造したバルメ M78を使用する。
『ブラックホーク・ダウン』
ソマリア民兵がツァスタバ M72を使用する。
『ランボー/怒りの脱出』
ベトナム河川海賊の見張りが樹上からバルメ M78を構えて警戒に当たる。
『レッド・スコルピオン』
『レッド・ドーン』アメリカ本土を占領した朝鮮人民軍が使用。
『ロシア特殊部隊 スペツナズ』

### 漫画・アニメ
『Angel Beats!』
『うぽって!!』
擬人化されたRPKが登場。
『不死の猟犬』
リンが二丁持ちで使用。

### ゲーム
『ARMA 2』
RPK74が登場。
『Bullet Force』
『MASSIVE ACTION GAME』
RPK74が「RTK-74」の名称でセイバーの武器として登場。
『クロスファイア』
パンデミック、ヒーローモード、アンデットモード（ゲームモード）で大活躍する。
『コール オブ デューティシリーズ』
『CoD:BO』
RPKが登場。ドットサイトやドラムマガジン、IRスコープなどが搭載可能。
『CoD:MWII』
AKプラットフォームのLMGとして、75連ドラムマガジンを装着したモデルが登場。
『バトルフィールドシリーズ』
『BF2』
MEC援護兵でRPK74を使用可能。
『Project Reality（BF2）』
ハマースや自由シリア軍、ターリバーンなどの民兵がRPKもしくは、RPK74を装備している。また、ロシア連邦軍では1P29スコープを装着したRPK74Mを装備している。
『BFBC2V』
RPKが登場。
『BF3』
RPK74Mが登場。
『BF4』
RPK74Mが登場。後のパッチで使用弾薬が7.62x39mm弾に変更され、それに伴って名称が「RPK」に変更された。
『BFH』
RPK・RPK74が登場。

『マーセナリーズ2 ワールド イン フレームス』
「オートマチック式ライフル」という名称で登場する。ベネズエラ軍（ソラーノ軍）が使用する。
『メタルギアソリッド ピースウォーカー』
RPKが登場。開発するとドラムマガジンになる。
『レッドクルシブル2』
『ドールズフロントライン』
日本語版ではまだ未実装であるが、先行している中国版、韓国版の少女前線ではストーリー中盤から登場する特殊部隊、「叛逆小隊」の追加メンバーとしてRPK-16が星5戦術人形として登場する。